# Perú en los Juegos Olímpicos de Montreal 1976
Perú estuvo representado en los Juegos Olímpicos de Montreal 1976 por un total de 13 deportistas femeninas que compitieron en 2 deportes.
El equipo olímpico peruano no obtuvo ninguna medalla en estos Juegos.